# پونشکراپفن

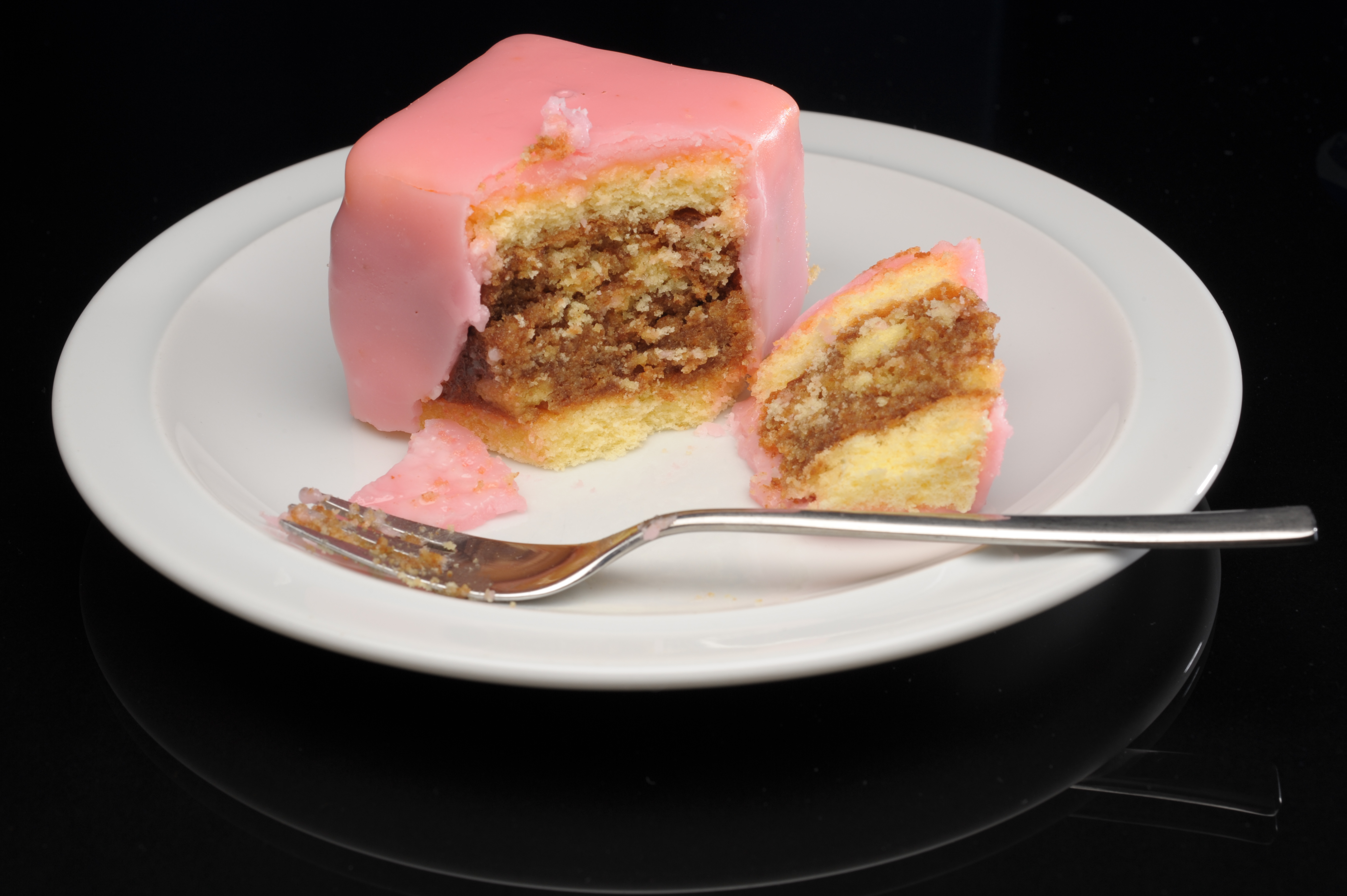

پونشکراپفن (به آلمانی: Punschkrapfen) یا پونشکراپفرل (به آلمانی: Punschkrapferl) یک شیرینی کلاسیک اتریشی است که به شیرینی پتی فور فرانسوی شباهت دارد. امروزه شیرینی پونشکراپفن را می‌توان در هر مغازه شیرینی فروشی و نانوایی در اتریش پیدا کرد.

## تاریخچه
اینکه پونشکراپفن اولین بار در کجا و توسط چه کسی تولید شده است به شدت مورد مناقشه است. احتمال دارد این شیرینی در قرون وسطی توسط آوارها یا امپراتوری عثمانی (در خلال نبرد وین) به وین آورده شده باشد یا ممکن است توسط آشپز دربار پادشاهی تولید شده باشد.